# Belgique aux Jeux paralympiques d'été de 2008
La Belgique participe aux Jeux paralympiques d'été de 2008 à Pékin. Elle est représentée par 20 athlètes, qui prennent part à sept catégories sportives : athlétisme, goal-ball, sport équestre, cyclisme, natation, tennis et tennis de table.

## Participants
| Discipline      | Sportif                                                                                                  | Handicap                      | Participation aux Paralympiques | Sport                                                                    |
| --------------- | --- | ----------------------------- | ------------------------------- | ------------------------------------------------------------------------ |
| Athlétisme      | Gino De Keersmaeker                                                                                      | amputation de la jambe gauche | 5e                              | - Lancer du disque - Lancer du poids                                     |
| Athlétisme      | Kurt Vanraefelghem                                                                                       | malvoyant                     | 1re                             | Pentathlon                                                               |
| Athlétisme      | Frederic Van den Heede                                                                                   | amputation de la main droite  | 1re                             | - 5 000 m - Marathon                                                     |
| Goal-ball       | - Youssef Bihi - Vincent Buisseret - Bruno Vanhove - Johan De Rick - Peter Van Hout - Danny Van Eenooghe | Malvoyants                    | 1re                             |                                                                          |
| Sport Équestre  | José Lorquet                                                                                             | paraplégie                    | 1re                             | Dressage                                                                 |
| Sport Équestre  | Bert Vermeir                                                                                             | paralysie des jambes          | 3°                              | Dressage                                                                 |
| Tennis          | Annick Sevenans                                                                                          | Paraplégie                    | 1re                             | Simple                                                                   |
| Tennis          | Joachim Gérard                                                                                           | Polio                         | 1re                             | Simple                                                                   |
| Tennis de Table | Marc Ledoux                                                                                              | paralysie cérébrale           | 2e                              | - Simple - Par équipe                                                    |
| Tennis de Table | Mathieu Loicq                                                                                            | Malformation                  | 2e                              | - Simple - Par équipe                                                    |
| Tennis de Table | Nico Vergeylen                                                                                           | ?                             | 5e                              | - Simple - Par équipe                                                    |
| Cyclisme        | Jan Boyen                                                                                                | amputation tibiale            | 1re                             | - Poursuite (piste) - Contre la montre (piste) - Course en ligne (route) |
| Cyclisme        | - Marc Eymard - pilote: Yves Godimus                                                                     | handicap visuel               | 1re                             | - Contre la montre (tandem, route) - Course en ligne (tandem, route)     |
| Natation        | Kevin Lambrechts                                                                                         | syndrome TAR                  | 1re                             | - 50 m papillon - 100 m dos crawlé                                       |
| Natation        | Sven Decaesstecker                                                                                       | amputation tibiale            | 2e                              | - 100 m bras - 200 m 4 nages - 100 m dos crawlé                          |

## Liste des médaillés belges

### Médailles d'Or
| Sport              | Discipline | Sportifs |
| ------------------ | ---------- | -------- |
| Médailles d'or : 0 |            |          |

### Médailles d'Argent
| Sport                  | Discipline | Sportifs |
| ---------------------- | ---------- | -------- |
| Médailles d'argent : 0 |            |          |

### Médailles de Bronze
| Sport                   | Discipline        | Sportifs  |
| ----------------------- | ----------------- | --------- |
| Médailles de bronze : 1 |                   |           |
| Cyclisme                | Poursuite (piste) | Jan Boyen |